# Liste der Gedenktafeln in Berlin-Waidmannslust
Die Liste der Gedenktafeln in Berlin-Waidmannslust enthält die Namen, Standorte und, soweit bekannt, das Datum der Enthüllung von Gedenktafeln.
Die Liste ist nicht vollständig.

## Waidmannslust
| Bild | Name           | Standort       | Datum der Enthüllung |
| ---- | -------------- | -------------- | -------------------- |
|      | Antony Platz   | Antony Platz   |                      |
|      | Gustav Schwarz | Dianastraße 84 |                      |